# خطوة واحدة من الجنة
خطوة واحدة من الجنة (بالإيطالية: Un passo dal cielo)‏ هو مسلسل تلفزيوني إيطالي تم بثه على راي 1 منذ 10 أبريل 2011.

## روابط خارجية
- خطوة واحدة من الجنة على موقع IMDb (الإنجليزية)
- خطوة واحدة من الجنة على موقع فيلمافينيتي (الإسبانية)
- خطوة واحدة من الجنة على موقع كينوبويسك (الروسية)
- خطوة واحدة من الجنة على موقع قاعدة بيانات الفيلم (الإنجليزية)